# Powiat de Sandomierz
Le powiat de Sandomierz (en polonais : powiat sandomierski) est un powiat appartenant à la voïvodie de Sainte-Croix dans le centre-sud de la Pologne.

## Division administrative
Le powiat de Sandomierz comprend 9 communes :
- 1 commune urbaine : Sandomierz ;
- 2 communes urbaines-rurales : Koprzywnica et Zawichost
- 6 communes rurales : Dwikozy, Klimontów, Łoniów, Obrazów, Samborzec et Wilczyce.